# 제프 티먼스
제프 티먼스(Jeff Timmons, 1973년 4월 30일 ~ )는 미국의 가수로, 98 디그리스의 일원이다.